# Concrete (stol)

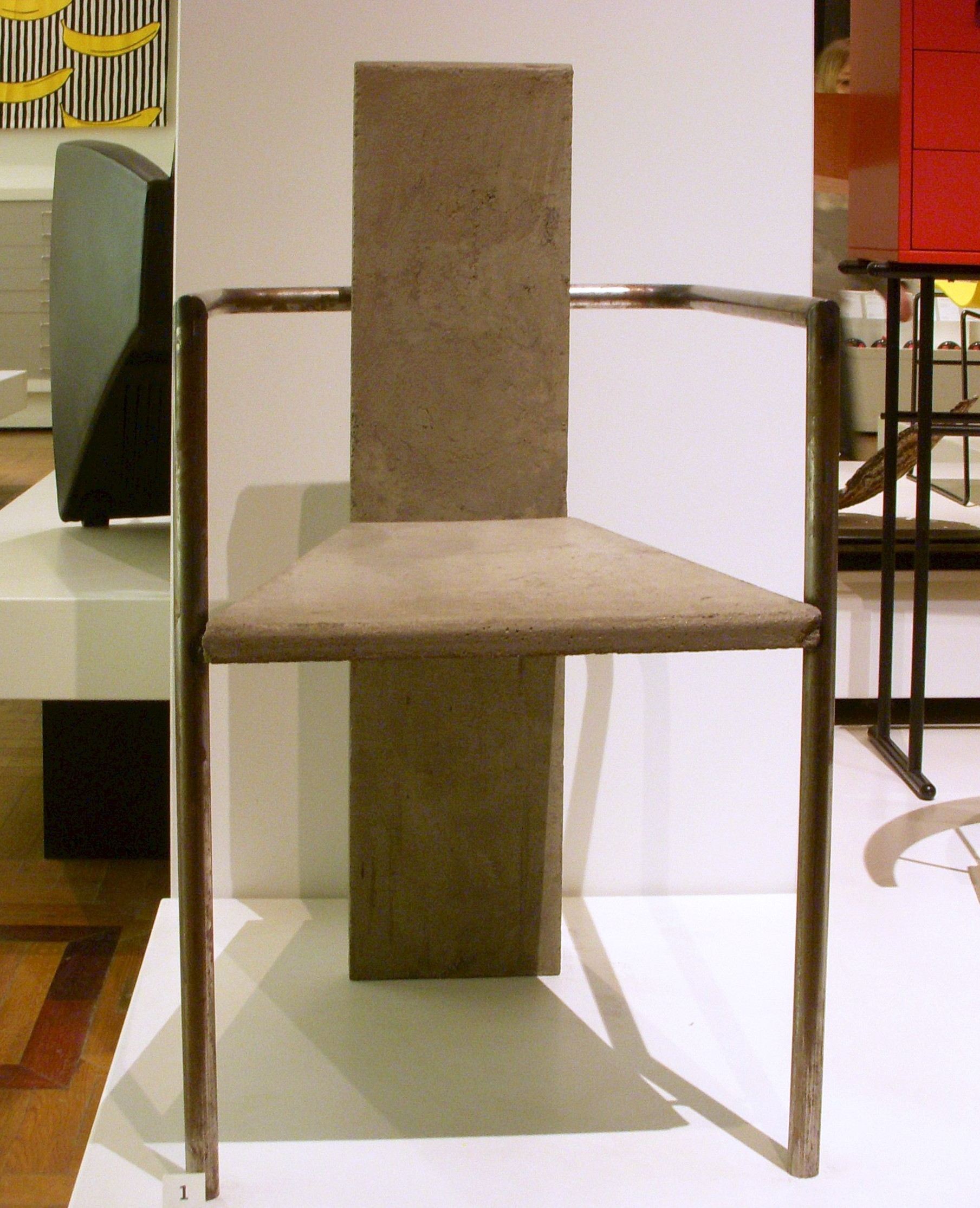
Bohlins betongstol på Nationalmuseum.

Concrete är en stol, från början i betong och stål, och tillverkad i en begränsad serie, senare serietillverkad i trä.
Betongstolen Concrete är ett examensarbete av Jonas Bohlin på Konstfack i Stockholm 1981. Den består av två sammanfogade råa betongplattor, en vertikal och en horisontell samt ett böjt rör i grovt stål. Två av stålrörets ändar och den vertikala betongskivans ena kortsida utgör stolens tre ben. Jonas Bohlin presenterade den inte som en stol, utan som skulpturen Concrete, vilken sades ingå i en rumslig installation på elevutställningen.
Examensarbetet Concrete uppmärksammades av möbeltillverkaren Sven Lundh och tillverkades år 1982 i betong i en numrerad och signerad upplaga på 100 exemplar av hans företag Källemo i Värnamo. Betongstolen Concrete är en karmstol i så måtto att den går att sitta på och ser ut som en stol. Den är dock i detta material obekväm och ofunktionell, och kan snarast ses som ett diskussionsinlägg om formgivning och konst. Den har blivit ett kultobjekt, som blivit utställningsföremål på museer och säljs för höga priser på konst- och möbelauktioner. Jonas Bohlin tilldelades priset Utmärkt svensk form för stolen år 1983.
| ”                  | Det objekt som Jonas Bohlin presenterade på examensutställningen på Konstfack år 1981 kan i backspegeln betecknas som en postmodernistisk bomb mitt i ett formgivar-Sverige som varit den modernistiska, funktionella och ergonomiska ideologin trogen i femtio år. | „ |
| – Lars Strannegård | |   |

Concrete har i trä och stål tagits upp i serieproduktion och har blivit en svensk möbelklassiker. Den är endast 49 cm bred, medan djupet är 53 cm. Den är 87 cm hög.